# Комоча
Комоча (словац. Komoča) — село, громада округу Нове Замки, Нітранський край. Кадастрова площа громади — 13.48 км².
Населення 960 осіб (станом на 31 грудня 2019 року).

## Історія
Комоча згадується 1416 року.

## Географія
Протікають Мартовський канал і Комочський канал.

## Населення
| Рік:            | 1994. | 2004.   | 2014.   | 2024.   |
| --------------- | ----- | ------- | ------- | ------- |
| Кількість осіб: | 968   | 924     | 940     | 930     |
| Різниця:        |       | -4,54 % | +1,73 % | -1,06 % |

| Рік:            | 2023. | 2024.   |
| --------------- | ----- | ------- |
| Кількість осіб: | 922   | 930     |
| Різниця:        |       | +0,86 % |